# 全缘桂樱
全缘桂樱是蔷薇科李属的植物，为中国的特有植物。分布在中国大陆的广东等地，生长于海拔500米至700米的地区，见于路边、山坡阳处、山顶疏密林内以及沟旁，目前尚未由人工引种栽培。

## 别名
全边稠李（拉汉种子植物名称）